# Свято-Троїцький собор (Лієпая)
Лієпайський Свято-Троїцький лютеранський собор ( латис. Liepājas Svētās Trīsvienības katedrāle) — історичний лютеранський собор у Лієпаї, Латвія. Це резиденція єпископа Лієпаї та головна церква Лієпайської єпархії.

## Історія
У 1742 році було закладено перший камінь у фундамент костелу, а 5 грудня 1758 року костел було урочисто освячено. Інтер’єр та зовнішня архітектура костелу виконана в стилі пізнього бароко з класичними рисами. Інтер'єр собору характеризується елементами рококо та розкішним оздобленням з різьбленням по дереву та позолотою. Вівтар має висоту 13 метрів, а собор особливо примітний своїм органом із 131 зупинкою, 4 мануалами та понад 7000 трубами , що робить його найбільшим механічним органом у світі до 1968 року.  Це був перший великий механічний трубовий орган у Латвії, побудований Генріхом Андреасом Концієм у 1779 році.  
У 1865–1866 роках будівля зазнала першої великої реконструкції – первісну ескізну вежу підняли на двох верхніх поверхах майже до 55 метрів.  У 1906 році в церкві встановлено годинниковий механізм. Декілька змін було зроблено також у захристії за вівтарем; додано новий.

## Лієпайська єпархія
У соборі знаходиться катедра (резиденція) єпископа Лієпаї, який очолює одну з трьох єпархій Євангелічно-лютеранської церкви Латвії. Нинішній єпископ — Гансс Мартінс Єнсонс, народився 11 липня 1968 року, який був висвячений у лютеранську церкву в 2003 році, а 6 серпня 2016 року був висвячений і інтронізований як єпископ Лієпаї 

## Громадське використання
Собор також є головним місцем проведення концертів і виставок у місті, тут регулярно проводяться концерти класичної музики та художні виставки.  Доступні екскурсії собором і 55-метрів (180 фут) з вежі відкривається мальовничий вид на місто Лієпая. 

## Зовнішні посилання
- Офіційний сайт